# Wyatt Earp (film)
Wyatt Earp – amerykański western z 1994 roku.

## Główne role
- Kevin Costner – Wyatt Earp
- Dennis Quaid – Doc Holliday
- Gene Hackman – Nicholas Earp
- David Andrews – James Earp
- Linden Ashby – Morgan Earp
- Jeff Fahey – Ike Clanton
- Joanna Going – Josie Marcus
- Mark Harmon – Johnny Behan
- Michael Madsen – Virgil Earp
- Catherine O’Hara – Allie Earp
- Bill Pullman – Ed Masterson
- Isabella Rossellini – Big Nose Kate
- Tom Sizemore – Bat Masterson
- Martin Kove – Ed Ross

i inni

## Fabuła
Po zakończeniu wojny domowej, Nicholas Earp osiedla się z rodziną w Kalifornii. Najstarszy syn Wyatt zgodnie z wolą ojca studiuje prawo. Wkrótce poznaje dziewczynę, z którą się żeni. Niestety, umiera ona na tyfus, a Wyatt stacza się na dno. Kiedy trafia do więzienia, ojciec pomaga mu wyjść. Przenoszą się na zachód. Pewnego dnia Wyatt za schwytanie przestępcy zostaje szeryfem w Dodge City. Tam poznaje Doca Hollidaya...

## Nagrody i nominacje
Oscary za rok 1994
- Najlepsze zdjęcia – Owen Roizman (nominacja)

Złota Malina 1994
- Najgorszy aktor – Kevin Costner
- Najgorszy remake lub sequel
- Najgorszy film (nominacja)
- Najgorsza reżyseria – Lawrence Kasdan (nominacja)
- Najgorsza para filmowa – Kevin Costner i każda z trzech jego żon (nominacja)